# Окуми (село)
Оку́м, Уаку́м / Оку́ми (груз. ოქუმი; абх. Уақәым) — село в Абхазии, в Ткуарчалском районе частично признанной Республики Абхазия, согласно административному делению Грузии — в Гальском муниципалитете Абхазской Автономной Республики. Расположено к юго-востоку от города Ткуарчал в равнинно-предгорной полосе, на правом берегу реки Окуми. В советский период вплоть до 1994 года официально называлось Окуми. В настоящее время  абхазскими де-факто в качестве названия села на русском языке чаще используется форма Уакум, однако наименование Окуми продолжает официально использоваться как в русском, так и в других языках.
В административном отношении село представляет собой административный центр Окумской сельской администрации (абх. Уақәым ақыҭа ахадара), в прошлом Окумского сельсовета. До 1994 года село входило в состав Гальского района.

## Границы
На севере сельская администрация (село) Уакум (Окум) граничит с с/а (селом) Чхуартал; на западе — с с/а (селом) Царча; на юго-западе — с с/а (селом) Махур; на юге — с с/а (селом) Первый Гал; на юго-востоке — с с/а (селом) Гумрыш; на востоке границей села является хребет Речшха.

### Историческое деление
Село Окум исторически подразделяется на 3 посёлка (абх. аҳабла):
- Абласкираа (Сабулискерио)
- Агуаюара (Агвавера)
- Уакум-Агу (собственно Окум)

## История

### Окум — центр российского Самурзакана
После присоединения Абхазии к Российской империи в 1810 году Окум становится административным центром Самурзакана. Село является центром Самурзаканского участка вплоть до начала XX века, когда Кутаисская губернская администрация переносит центр в Гали, учитывая его местоположение у шоссейной дороги.
Побывавшая во второй половине XIX века в Абхазии итальянская путешественница Карла Серена так описывает Окум: «Радующее взор селение Окум на одноимённой реке является административным центром края. В мае 1876 года оно насчитывало около трёх тысяч душ населения, состоявшего большей частью из князей и дворян, владевших чудными землями, но, к несчастью, не умеющих их эксплуатировать. Кукуруза, местами немного пшеницы — вот, повторяю, единственный продукт этой превосходно орошаемой земли, которая при должном уходе могла бы давать неисчислимые богатства. Достоянием местных крестьян является скот; глядя на их пасущиеся стада, вспоминаешь библейских пастухов, от которых они, кстати, почти ничем не отличаются. Козы и овцы являются объектом постоянного и пристального присмотра, тогда как лошади, коровы и буйволы бродят свободно, — отсюда частые и легкие кражи… В Окуме также есть красивая церковь, которую обслуживают два священника: русский и грузин; этот последний является главой всех самурзаканских церквей, основанных, как и школы, обществом, находящимся в Тифлисе. В селении есть также базар, где большинство торговцев — мингрелы. Самурзаканцы не занимаются никакими ремёслами: местные пекарь и слесарь — греки. Окум — это создание России. Местные князья из рода Шервашидзе селились в Набакеви на берегу Ингура, между Оцарце и устьем реки».
В 1851 году в селе Окум была открыта первая в Абхазии школа, где учились дети со всего Самурзакана, а также других регионов Абхазии. Карла Серена описывает школу следующим образом: «Окумскую школу посещало тогда 76 учеников; прилегающий пансион, построенный на средства окрестных жителей, рассчитан на сорок человек. В окумской школе, построенной тридцать лет назад и прекрасно управляемой, программа была настолько полная, насколько это возможно в столь отдалённом от больших центров селении; чтение, письмо, арифметика, начала геометрии, рисование, география, священная история, диктанты, сочинения на библейские темы — вот различные предметы, которые преподавали по-русски два учителя. Один из них — самурзаканец, получивший образование в Тифлисе и в России. Грузинский священник даёт религиозное воспитание и объясняет закон Божий по-грузински».

### Этнолингвистическая история села на рубеже XIX—XX столетий
К концу XIX века Самурзакан уже был чётко разделён на 2 основные лингвистические зоны: абхазоязычную и мегрелоязычную. Первая охватывала верхние (северные) селения Самурзаканского участка; вторая, бо́льшая по территории и численности населения, — нижние (центральные и южные) сёла. Между этими двумя зонами располагались смешанные селения, в том числе Окум. По сообщению Г. Шухардта, в конце XIX столетия «в общинах Бедийской, Окумской, Чхортольской, Гальской, Царчинской слышится абхазская речь; в Саберио, Отобая, Дихазургах говорят по-мингрельски».
По данным переписи 1926 года только 5,4 % жителей Окума назвали абхазский язык родным, однако, судя по сообщениям современников, абхазский в той или иной степени был знаком гораздо более значительному количеству окумцев. Так Ефрем Эшба в 1930 году в своей статье «О Ткварчелах, колхозах и бандитах» указывает на широкое распространение как мегрельского, так и абхазского языка в селе: «Инструктор, который не знает ни мингрельского, ни абхазского языка, мне жаловался в Окумах, что ему трудно втолковать колхозникам — почему 50 % урожая нужно оставить нераспределённым до января. Признаться, и мне это было непонятно, но ясно одно: нельзя посылать в деревню в нынешний момент инструктора, который с крестьянином не может говорить без переводчика».
Е.Эшба же рекомендует передать село Окум в силу его абхазоязычности в состав этнически преимущественно абхазского Кодорского уезда в статье «Мы требовали и получили настоящую независимую Советскую Абхазию»: «кстати — здесь отмечу, что административное деление уездов несколько не соответствует национальным признакам, где это можно, тщательно пересмотреть административное деление: в частности — я думаю, что 2-3 селения Гальского уезда с населением, говорящим по-абхазски, надо отнести к Кодорскому уезду, как Бедиа, Река, Эшкыт, Копит, Верхний Чхортол, Окум».
В 1930 году в Абхазии состоялась административная реформа, заменившая старые уезды на районы, и была проведена новая граница между Очамчирским и Гальским районами. Окум, в отличие от трёх селений к северу (Агубедиа, Река, Чхуартал), остался в составе Гальского района. Местное абхазское население быстро огрузинилось и полностью перешло на мегрельский язык. Абхазский язык в настоящее время помнят лишь отдельные представители старшего поколения.
Колхоз имени Ленина
В советское время в селе действовал колхоз имени Ленина Окумского сельсовета. В колхозе трудились Герои Социалистического Труда председатель колхоза Георгий Гуджаевич Джгубурия, агроном Кирилл Твириевич Самушия, бригадиры Калистрат Бадраевич Булискерия, Чоколи Ночоевич Квачахия, звеньевые Лаисо Герасимовна Булискерия, Джоджо Пахвалович Гамисония, Сарамида Розановна Джумутия, колхозницы Дзика Дзикуевна Ахвледиани, Жити Несторовна Булискерия, Имена Бадраевна Булискерия, Люба Сикоевна Булискерия, Ала Датуевна Шаматава и Цабала Бадраевна Шаматава.

### Постсоветский период
В ходе грузино-абхазской войны 1992—1993 годов Окум, как и другие сёла Гальского района, находился под контролем грузинских войск. После войны большая часть жителей покинула село, однако в 1994 году часть окумцев вернулась в свои дома. В настоящее время численность населения Окума сильно сократилась по сравнению с довоенной.
В 1994 году в Абхазии была проведена новая реформа административно-территориального деления, село Окум было передано из состава Галского района в состав Ткуарчалского.
Согласно Московскому соглашению 1994 года о прекращении огня и разъединении сторон село Окум входит в Зону Безопасности, где размещены КСПМ СНГ.

## Население
Население Окумского сельсовета по данным переписи 1989 года составляло 3514 человек, по данным переписи 2011 года население сельской администрации Уакум составило 2239 человек, в основном грузины (98,3 %), а также абхазы (1,2 %).
По данным переписи населения 1886 года в Окуме проживало православных христиан — 2619 человек, мусульман-суннитов не было. По сословному делению в Окуме имелось 29 представителей православного духовенства, 5 представителей «городских» сословий и 2585 крестьян.
По данным той же переписи жители села были учтены как этнические «самурзаканцы». По данным переписи населения 1926 года 2/3 жителей Окума записались грузинами, остальные — абхазами. Однако абхазский язык в качестве родного указали лишь 5,4 % жителей Окума (или 18,9 % абхазов села), в то время как для остальных окумцев родным языком был мегрельский.
| Год переписи | Число жителей | Этнический состав                  |
| ------------ | ------------- | ---------------------------------- |
| 1886         | 2619          | самурзаканцы 98,9 %; грузины 0,3 % |
| 1926         | 2208          | грузины 70,5 %; абхазы 28,8 %      |
| 1959         | 3216          | грузины (нет точных данных)        |
| 1989         | 3514          | грузины (нет точных данных)        |
| 2011         | 2239          | грузины (98,3 %)                   |

## Интересное
В XIX веке Окум являлся административным центром российского Самурзакана. Около двух лет в период с 1866 года по 1868 год Самурзакан официально именовался Окумским округом.
В селе Окум в 1851 году была открыта первая в Абхазии школа.
В Окуме родился первый премьер-министр Абхазии Важа Зарандия.